# سحام قصب السكر
سُحام قصب السكر أو مَرَق المُصَّان هو أحد مسببات الأمراض النباتية التي تسبب مرض صدأ برتقالي في قصب السكر. اكتشف أول مرة في الهند عام 1914، ولكن سُجلت أول حالة ضرر اقتصادي ضخم في قصب السكر في أستراليا في عام 2001. كانت الحالة الأولى في الولايات المتحدة في عام 2007 في إفلُرِدة وكانت حتى الآن الولاية الوحيدة في الولايات المتحدة التي تأثر فيها قصب السكر بهذا النوع من الصدأ. من أجل معالجة قصب السكر المصاب يجب استخدام ثلاث رشات على الأقل من مبيدات الفطريات على النبات ما يكلف المزارعين 40 مليون دولار سنويًا. يقوم العلماء حاليًا في خدمة البحوث الزراعية بتحليل وراثي للفطر الذي يسبب الصدأ البرتقالي للمساعدة في مكافحة المشكلة.